# روزالي ألين
روزالي ألين (بالإنجليزية: Rosalie Allen)‏ هي كاتبة غنائية ومغنية أمريكية، ولدت في 27 يونيو 1924 في أولد فورج ‏ في الولايات المتحدة، وتوفيت في 24 سبتمبر 2003 في فان نويس في الولايات المتحدة.

## وصلات خارجية
- روزالي ألين على موقع IMDb (الإنجليزية)
- روزالي ألين على موقع ميوزك برينز (الإنجليزية)
- روزالي ألين على موقع أول ميوزيك (الإنجليزية)
- روزالي ألين على موقع ديسكوغز (الإنجليزية)